# حفرة تحت الصدغ
حفرة تحت الصدغ هي تجويف غير منتظم الشكل، توجد تحت القوس الوجنية. هذه الحفرة مغلقة حدودها من كل الجهات بعظام. تحتوي الحفرة على عضلات سطحية يمكن رؤيتها بعد إزالة الجلد واللفائف (العضلة الصدغية والعضلة الجناحية الوحشية والعضلة الجناحية الإنسية).

## حدود حفرة تحت الصدغ
- من الأمام: سطح تحت الصدغ في الفك العلوي وارتفاع من الناتئ الوجني
- من الخلف: الحديبة المفصلية للعظم الصدغي والشوكة الزاوية للعظم الوتدي
- من الأعلى: الجناح الكبير للعظم الوتدي تحت العرف تحت الصدغ وكذلك تحت صدفة العظم الصدغي التي تضم للثقبة للبيضوية والتي تنقل فرع الفك السفلي للعصب ثلاثي التوائم والثقب الشائك الذي ينقل الشريان السحائي الأوسط.
- من الأسفل: العضلة الجناحية الإنسية التي ترتبط بالفك السفلي.
- من الوسط: الصفيحة الوحشية للناتئ الجناحي.
- من الجانب: رأد الفك السفلي والذي يحتوي على ثقبة الفك السفلي والتي تؤدي إلى نفق الفكي السفلي الذي يمر العصب السنخي السفلي من خلاله. كما يحتوي لسين الفك، وهي قطعة عظمية مثلثة تقع فوق ثقبة الفك السفلي من الأمام والوسط. أما الثلم الضرسي اللامي فينحدر بشكل غير مباشر وينقل العصب الضرسي اللامي، وهو العصب الحركي الوحيد في الجزء الخلفي للعصب ثلاثي التوائم.

## مكونات حفرة تحت الصدغ

### العضلات
- الأجزاء السفلية من العضلة الصدغية والعضلة الماضغة.
- العضلة الجناحية الوحشية
- العضلة الجناحية الإنسية

### الأوعية الدموية

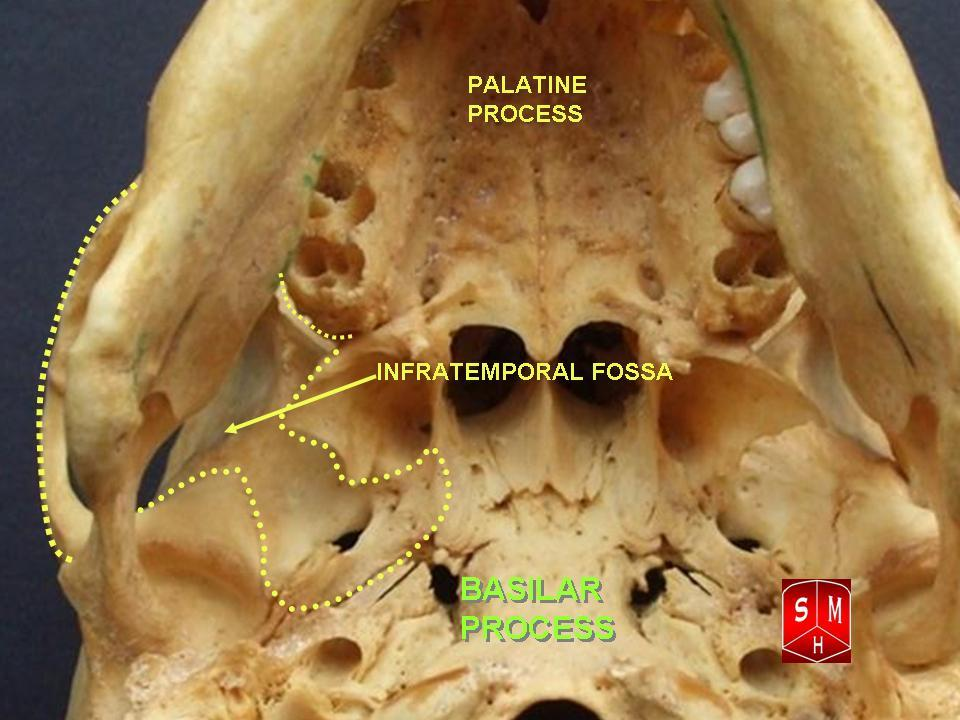
حفرة تحت الصدغ

الأوعية الدموية في الفك العلوي الداخلية تضم شريان الفك العلوي والذي يتفرع من الشريان السباتي الظاهر وفروعه.
تضم تفرعات الأوعية الدموية في الفك العلوي الداخلية في حفرة تحت الصدغ ما يلي:
- الشريان السحائي الأوسط
- الشريان السنخي السفلي
- الشرايين الصدغية العميقة
- الشريان الشدقي

### الأوردة
- الضفيرة الجناحية
- وريد خلف الفك السفلي

### الأعصاب
من أبرز الأعصاب هي العصب الفكي السفلي والعصب السنخي السفلي والعصب اللساني والعصب الشدقي وعصب الحبل الطبلي والعقدة الأذنية

#### العصب الفكي السفلي
العصب الفكي السفلي هو الفرع الثالث للعصب ثلاثي التوائم ويدخل إلى حفرة تحت الصدغ من حفرة القحف المتوسطة عبر الثقبة البيضوية.
الفروع الحركية:
- العصب الماضغي
- عصب صدغي عميق
- العصب الجناحي الإنسي والعصب الجناحي الغائر

أما التعصيب الحسي:
- العصب السحائي
- العصب الشدقي
- العصب الأذني الصدغي
- العصب اللساني
- العصب السنخي السفلي

## أخرى
كما تحاط حفرة تحت الصدغ أو قربها التراكيب التالية:
- صيوان الأذن
- قناة الأذن
- طبلة الأذن
- الصدغ
- الوجنة
- الجلد الواقع فوق الفك السفلي (ما عدا زاوية الفك السفلي)
- قاع الفم
- الأسنان السفلي
- اللثة

## علم العظام
- تفتح الثقبة البيضوية والثقب الشائك في أعلاها، أما الأنفاق السنخية فتفتح في جدارها الأمامي.

يحتوي الجزءان الأوسط والعلوي على شقين يكونان شقا على شكل حرف (T)، يسمى الشق الأفقي بالشق الحجاجي السفلي أما الشق العمودي فيسمى بالشق الحجاجي الفكي.

## صور إضافية

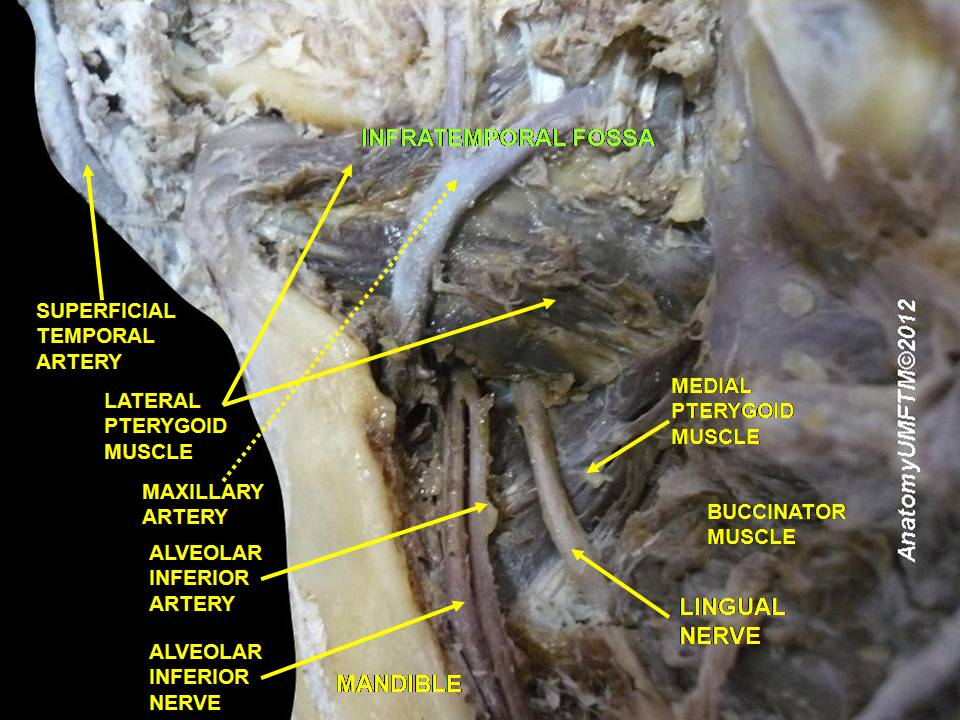
حفرة تحت الصدغ
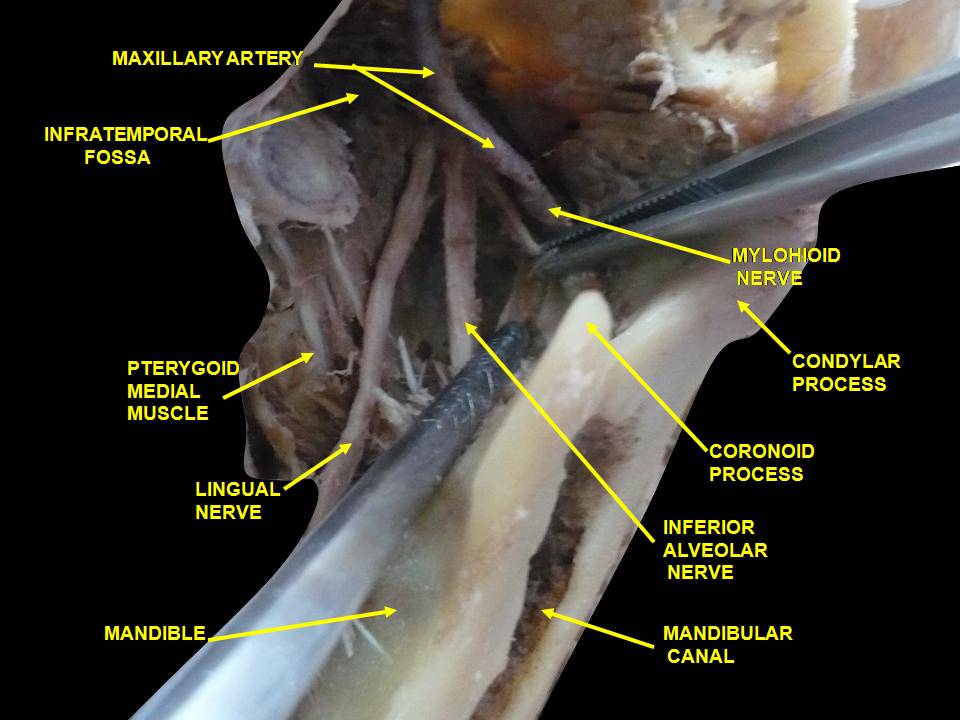
حفرة تحت الصدغ. العصب اللساني والعصب السنخي السفلي